# Kąty (Włoszczowa)
Pour les articles homonymes, voir Kąty.
Kąty est une localité polonaise de la gmina et du powiat de Włoszczowa en voïvodie de Sainte-Croix.